# ماركوس بلاك
ماركوس بلاك (بالإنجليزية: Charly Black)‏ هو مغني جامايكي، ولد في 6 أبريل 1980 في Rio Bueno, Jamaica ‏ في جامايكا.

## وصلات خارجية
- ماركوس بلاك على موقع ميوزك برينز (الإنجليزية)
- ماركوس بلاك على موقع أول ميوزيك (الإنجليزية)
- ماركوس بلاك على موقع أول ميوزيك (الإنجليزية)
- ماركوس بلاك على موقع ديسكوغز (الإنجليزية)